# Saint-Nicolas-la-Chapelle (Savoie)
Saint-Nicolas-la-Chapelle település Franciaországban, Savoie megyében. Lakosainak száma 490 fő (2022. január 1.). Saint-Nicolas-la-Chapelle Crest-Voland, Flumet, La Giettaz, Notre-Dame-de-Bellecombe, Ugine és Manigod községekkel határos.

## Népesség
A település népessége az elmúlt években az alábbi módon változott:
| Lakosok száma | 431  | 448  | 474  | 454  | 463  | 472  | 476  | 481  | 490  |
|               | 2013 | 2015 | 2016 | 2017 | 2018 | 2019 | 2020 | 2021 | 2022 |